# Single numer jeden w roku 2003 (USA)

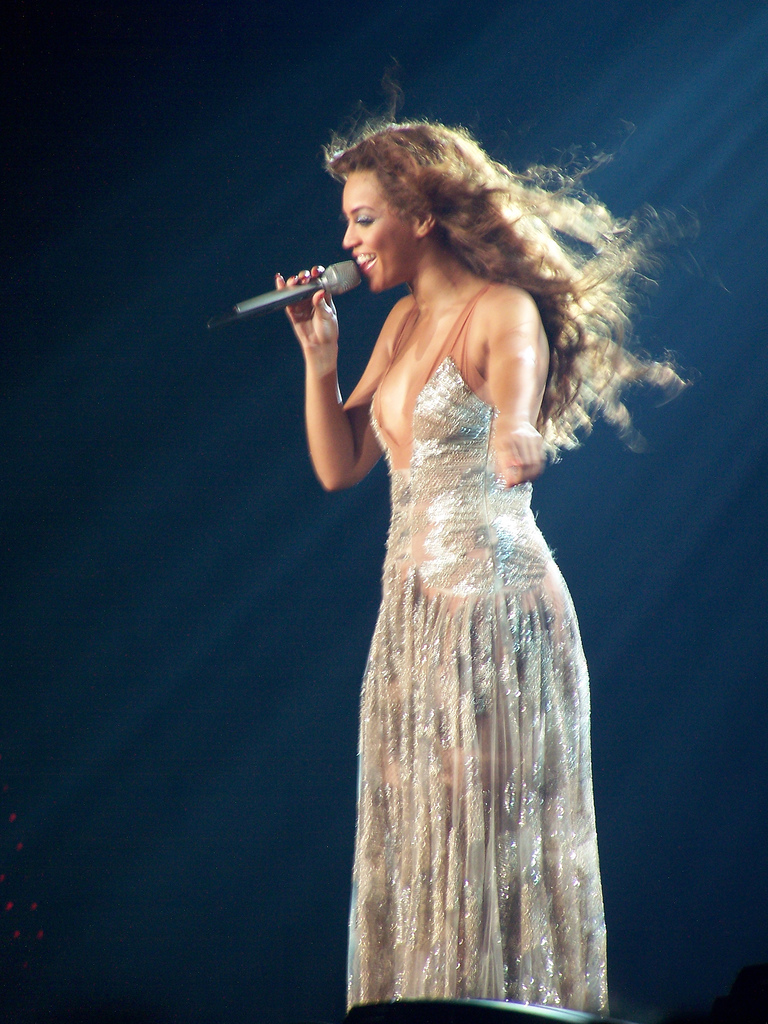
Beyoncé Knowles z piosenkami "Crazy in Love" i "Baby Boy" spędziła najwięcej tygodni na miejscu 1. w 2003 roku.

Notowanie Billboard Hot 100 przedstawia najlepiej sprzedające się single w Stanach Zjednoczonych. Publikowane jest ono przez magazyn Billboard, a dane kompletowane są przez Nielsen SoundScan w oparciu o cotygodniowe wyniki sprzedaży cyfrowej oraz fizycznej singli, a także częstotliwość emitowania piosenek na antenach stacji radiowych. W 2003 roku 11 singli uplasowało się na szczycie. Mimo iż 12 piosenek zajęło pozycję 1., utwór "Lose Yourself" Eminema nie jest wliczany, gdyż osiągnął najwyższe miejsce już w 2002 roku. 
W 2003 roku dziewięciu artystów po raz pierwszy w karierze uplasowało się na szczycie Billboard Hot 100, w tym m.in.: Beyoncé Knowles, która jako solowa artystka po raz pierwszy zajęła miejsce 1.; wcześniej osiągnęła je czterokrotnie z zespołem Destiny's Child. Po dwa utwory Beyoncé, 50 Centa, P. Diddy'ego i Seana Paula wspięły się na 1. pozycję listy. W 2003 roku siedem piosenek nagranych w kolaboracjach stało się singlami numer jeden, ustanawiając tym samym nowy rekord, który wyrównany został rok później.
Single "In da Club" 50 Centa i "Baby Boy" Knowles spędziły po dziewięć tygodni na pozycji 1. i były najdłużej utrzymującymi się na szczycie listy utworami 2003 roku. Dziewięć tygodni w zestawieniu spędziła również piosenka "Hey Ya!" OutKast, jednak miało to miejsce na przełomie 2003 i 2004 roku. Dwanaście tygodni na czele spędził singel "Lose Yourself" Eminema, ale większość z nich w 2002 roku, dlatego nie został włączony do podsumowania 2003 roku, tylko uznany za najdłużej pozostający na czele singel 2002 roku. Piosenki "Crazy in Love" oraz "Baby Boy" Beyoncé spędziły w sumie najwięcej tygodni na szczycie, siedemnaście, ustanawiając nowy rekord, który pobity został w 2004 roku przez Ushera.
Dancehallowy artysta Sean Paul dzięki "Get Busy" i "Baby Boy" nagranej z Knowles odniósł największy sukces na Billboard Hot 100 ze wszystkich jamajskich muzyków.
"This Is the Night" Claya Aikena, uczestnika drugiej edycji amerykańskiego Idola, zadebiutował na szczycie notowania, stając się pierwszym singlem, który tego dokonał od 1998 roku. Piosenka "Crazy in Love" Beyoncé wybrana została piosenką lata 2003. "In da Club" 50 Centa umieszczona została na czele listy Top Hot 100 Hits of 2003.

## Historia notowania

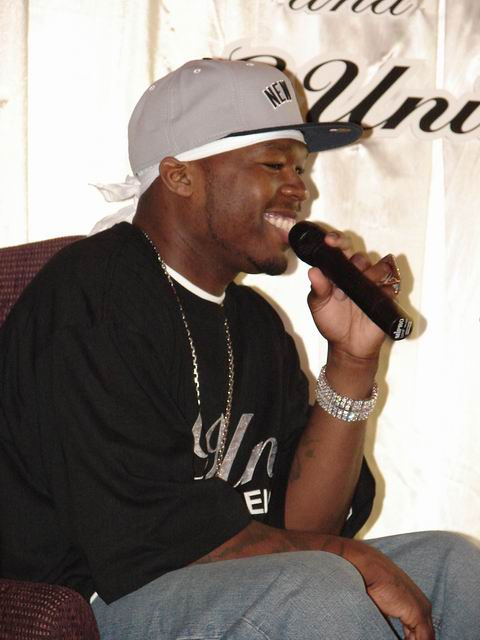
"In da Club" rapera 50 Centa był jednym z dwóch najdłużej utrzymujących się singli na szczycie 2003 roku. Utwór ten był również najpopularniejszym singlem roku i umieszczony został na 1. miejscu Top Hot 100 Hits of 2003.

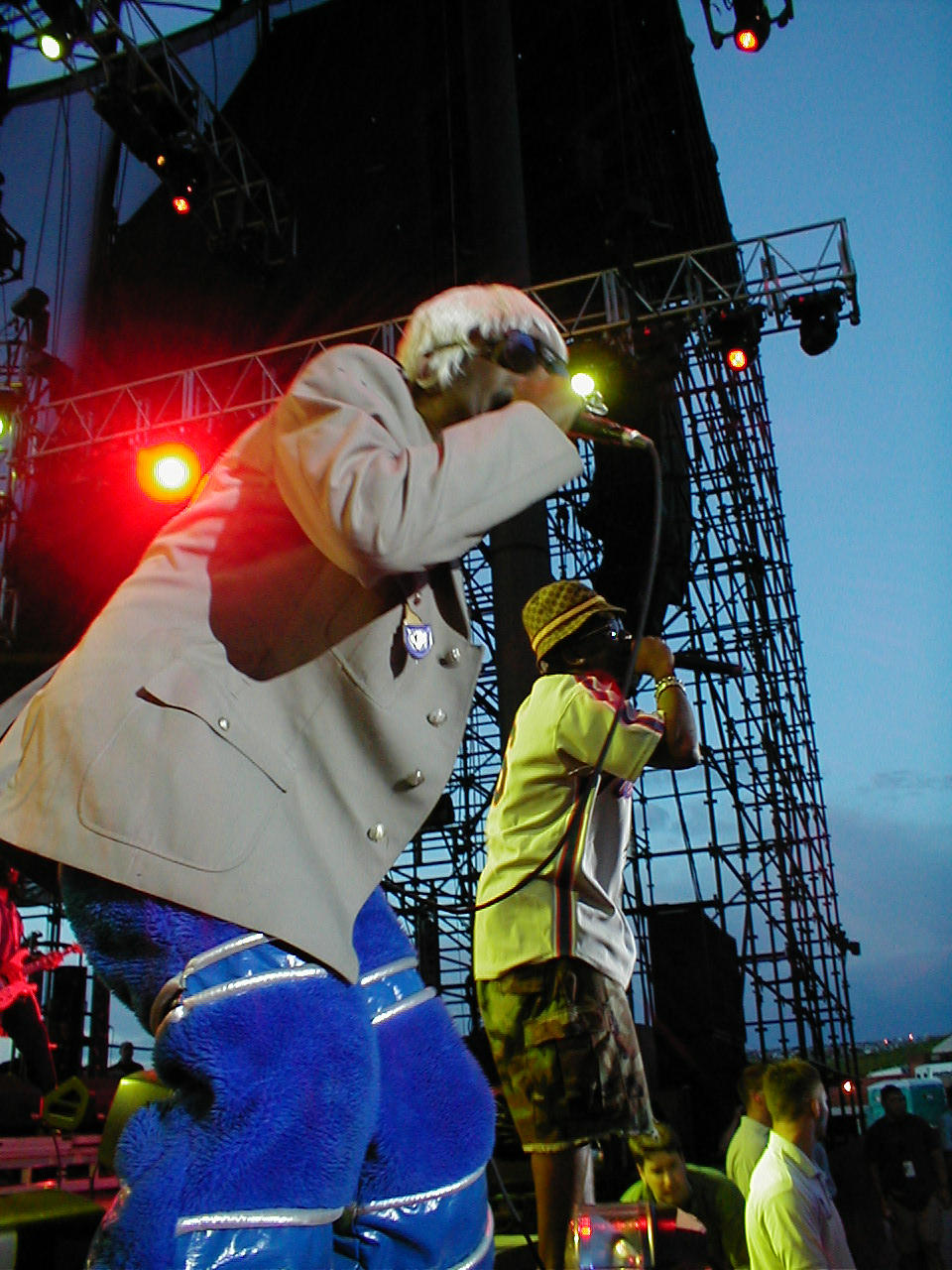
Piosenka "Hey Ya!" OutKast pozostawała się na szczycie listy przez dziewięć tygodni.

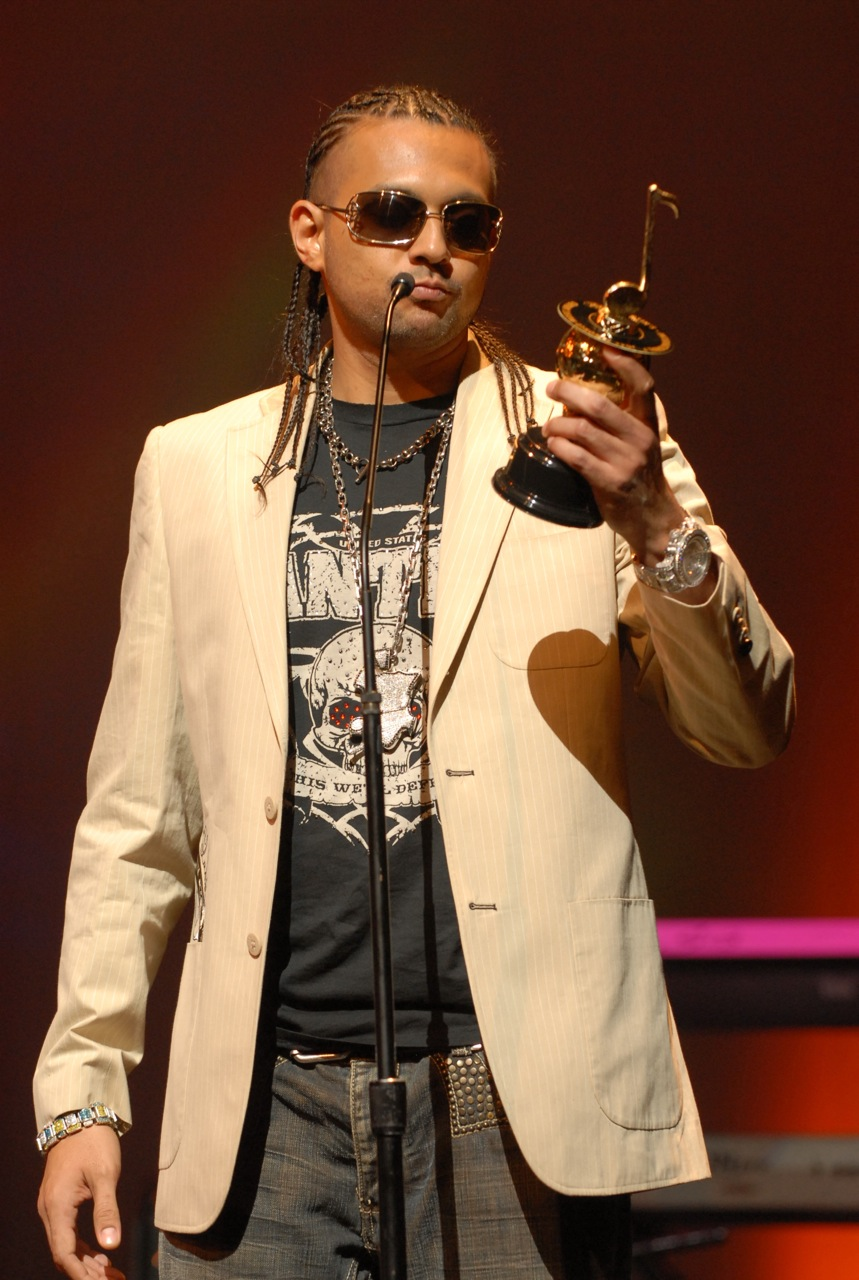
Dancehallowy artysta Sean Paul dzięki "Get Busy" i "Baby Boy" nagranej z Beyoncé Knowles odniósł największy sukces na Billboard Hot 100 ze wszystkich jamajskich muzyków.

| Data publikacji | Piosenka               | Artysta                        | Źródła |
| --------------- | ---------------------- | ------------------------------ | ------ |
| 4 stycznia      | "Lose Yourself"        | Eminem                         | [ 12 ] |
| 11 stycznia     | "Lose Yourself"        | Eminem                         | [ 13 ] |
| 18 stycznia     | "Lose Yourself"        | Eminem                         | [ 14 ] |
| 25 stycznia     | "Lose Yourself"        | Eminem                         | [ 15 ] |
| 1 lutego        | "Bump, Bump, Bump"     | B2K feat. P. Diddy             | [ 16 ] |
| 8 lutego        | "All I Have"           | Jennifer Lopez feat. LL Cool J | [ 17 ] |
| 15 lutego       | "All I Have"           | Jennifer Lopez feat. LL Cool J | [ 18 ] |
| 22 lutego       | "All I Have"           | Jennifer Lopez feat. LL Cool J | [ 19 ] |
| 1 marca         | "All I Have"           | Jennifer Lopez feat. LL Cool J | [ 20 ] |
| 8 marca         | "In da Club"           | 50 Cent                        | [ 21 ] |
| 15 marca        | "In da Club"           | 50 Cent                        | [ 22 ] |
| 22 marca        | "In da Club"           | 50 Cent                        | [ 23 ] |
| 29 marca        | "In da Club"           | 50 Cent                        | [ 24 ] |
| 5 kwietnia      | "In da Club"           | 50 Cent                        | [ 25 ] |
| 12 kwietnia     | "In da Club"           | 50 Cent                        | [ 26 ] |
| 19 kwietnia     | "In da Club"           | 50 Cent                        | [ 27 ] |
| 26 kwietnia     | "In da Club"           | 50 Cent                        | [ 28 ] |
| 3 maja          | "In da Club"           | 50 Cent                        | [ 29 ] |
| 10 maja         | "Get Busy"             | Sean Paul                      | [ 30 ] |
| 17 maja         | "Get Busy"             | Sean Paul                      | [ 31 ] |
| 24 maja         | "Get Busy"             | Sean Paul                      | [ 32 ] |
| 31 maja         | "21 Questions"         | 50 Cent feat. Nate Dogg        | [ 33 ] |
| 7 czerwca       | "21 Questions"         | 50 Cent feat. Nate Dogg        | [ 34 ] |
| 14 czerwca      | "21 Questions"         | 50 Cent feat. Nate Dogg        | [ 35 ] |
| 21 czerwca      | "21 Questions"         | 50 Cent feat. Nate Dogg        | [ 36 ] |
| 28 czerwca      | "This Is the Night"    | Clay Aiken                     | [ 7 ]  |
| 5 lipca         | "This Is the Night"    | Clay Aiken                     | [ 37 ] |
| 12 lipca        | "Crazy in Love"        | Beyoncé feat. Jay-Z            | [ 38 ] |
| 19 lipca        | "Crazy in Love"        | Beyoncé feat. Jay-Z            | [ 39 ] |
| 26 lipca        | "Crazy in Love"        | Beyoncé feat. Jay-Z            | [ 40 ] |
| 2 sierpnia      | "Crazy in Love"        | Beyoncé feat. Jay-Z            | [ 41 ] |
| 9 sierpnia      | "Crazy in Love"        | Beyoncé feat. Jay-Z            | [ 42 ] |
| 16 sierpnia     | "Crazy in Love"        | Beyoncé feat. Jay-Z            | [ 43 ] |
| 23 sierpnia     | "Crazy in Love"        | Beyoncé feat. Jay-Z            | [ 44 ] |
| 30 sierpnia     | "Crazy in Love"        | Beyoncé feat. Jay-Z            | [ 45 ] |
| 6 września      | "Shake Ya Tailfeather" | Nelly, P. Diddy i Murphy Lee   | [ 46 ] |
| 13 września     | "Shake Ya Tailfeather" | Nelly, P. Diddy i Murphy Lee   | [ 47 ] |
| 20 września     | "Shake Ya Tailfeather" | Nelly, P. Diddy i Murphy Lee   | [ 48 ] |
| 27 września     | "Shake Ya Tailfeather" | Nelly, P. Diddy i Murphy Lee   | [ 49 ] |
| 4 października  | "Baby Boy"             | Beyoncé feat. Sean Paul        | [ 50 ] |
| 11 października | "Baby Boy"             | Beyoncé feat. Sean Paul        | [ 51 ] |
| 18 października | "Baby Boy"             | Beyoncé feat. Sean Paul        | [ 52 ] |
| 25 października | "Baby Boy"             | Beyoncé feat. Sean Paul        | [ 53 ] |
| 1 listopada     | "Baby Boy"             | Beyoncé feat. Sean Paul        | [ 54 ] |
| 8 listopada     | "Baby Boy"             | Beyoncé feat. Sean Paul        | [ 55 ] |
| 15 listopada    | "Baby Boy"             | Beyoncé feat. Sean Paul        | [ 56 ] |
| 22 listopada    | "Baby Boy"             | Beyoncé feat. Sean Paul        | [ 57 ] |
| 29 listopada    | "Baby Boy"             | Beyoncé feat. Sean Paul        | [ 58 ] |
| 6 grudnia       | "Stand Up"             | Ludacris feat. Shawnna         | [ 59 ] |
| 13 grudnia      | "Hey Ya!"              | OutKast                        | [ 60 ] |
| 20 grudnia      | "Hey Ya!"              | OutKast                        | [ 61 ] |
| 27 grudnia      | "Hey Ya!"              | OutKast                        | [ 62 ] |